# Besleria fluminensis
Besleria fluminensis är en tvåhjärtbladig växtart som beskrevs av Alexander Curt Brade. Besleria fluminensis ingår i släktet Besleria och familjen Gesneriaceae. Inga underarter finns listade i Catalogue of Life.